# Powiat Bregencja

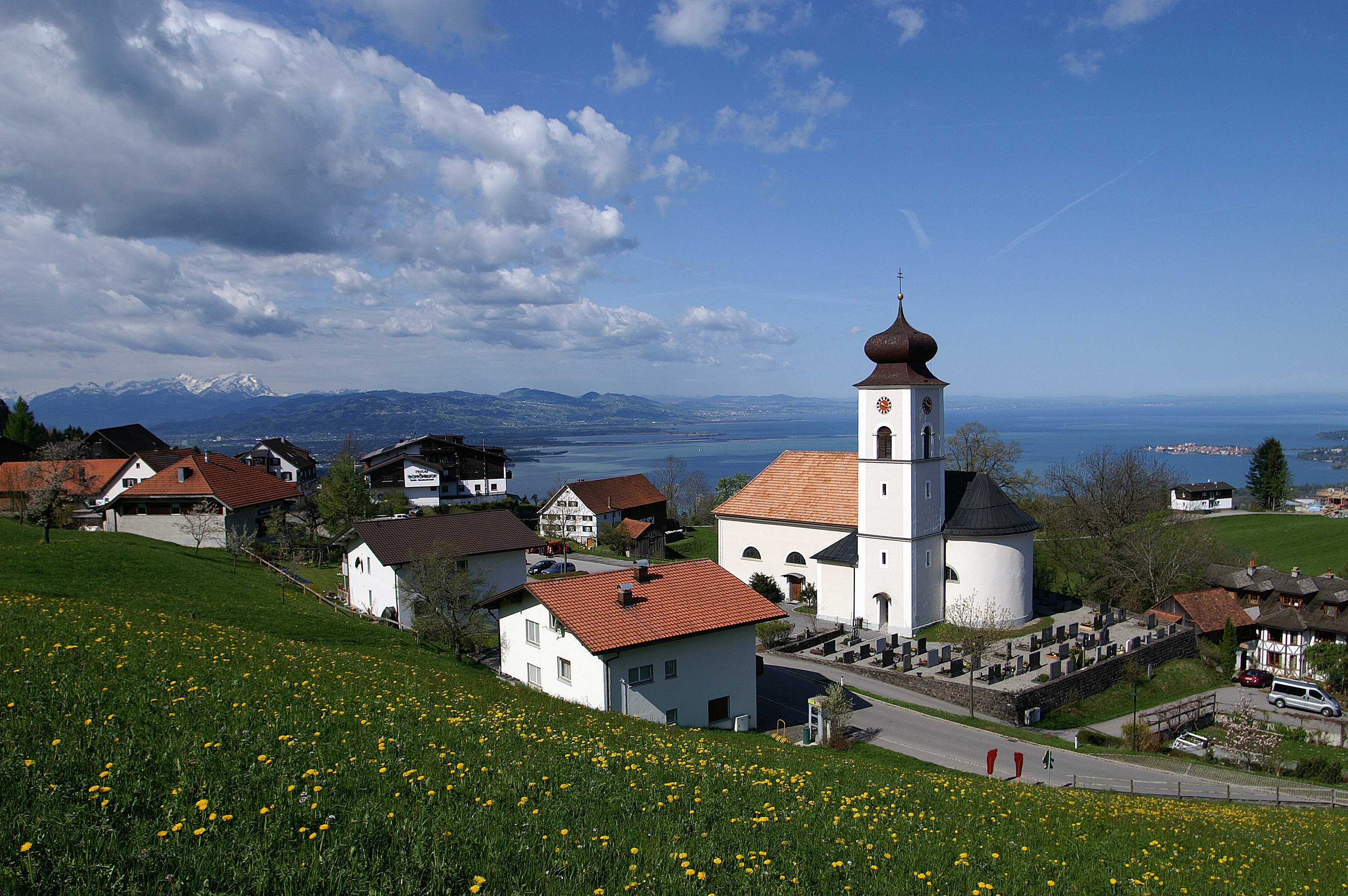
Gmina Eichenberg

Powiat Bregencja (niem. Bezirk Bregenz) – powiat w zachodniej Austrii, w kraju związkowym Vorarlberg. Graniczy z Niemcami (kraj związkowy Bawaria) oraz ze Szwajcarią (kanton St. Gallen). Siedziba powiatu znajduje się w
mieście Bregencja.

## Geografia
Powiat leży nad Jeziorem Bodeńskim (całe austriackie wybrzeże znajduje się na jego terenie), w Lesie Bregenckim i Alpach Algawskich, południowo-wschodnie krańce powiatu leżą w paśmie Lechquellengebirge. W okolicach Hard znajduje się ujście Renu do Jeziora Bodeńskiego.
Gmina Mittelberg obejmująca dolinę Kleinwalsertal należy do niemieckiego obszaru celnego. Wynikło to z niemożliwości przeprowadzenia połączenia drogowego z gminą, jedyna droga krajowa B201 prowadzi z Niemiec. Kleinwalsertal od strony austriackiej otoczony jest sześcioma szczytami (najwyższy Großer Widderstein 2533 m n.p.m.).

## Podział administracyjny

Gminy w powiecie

Powiat podzielony jest na 40 gmin, w tym jedną gminę miejską (Stadt), sześć gmin targowych (Marktgemeinde) oraz 33 gminy wiejskie (Gemeinde).

Miasta
1. Bregencja (Bregenz) (29 620)

Gminy targowe
1. Bezau (2042)
2. Egg (3684)
3. Hard (13 786)
4. Hörbranz (6674)
5. Lauterach (10 433)
6. Wolfurt (8765)

Gminy
1. Alberschwende (3223)
2. Andelsbuch (2682)
3. Au (1833)
4. Bildstein (814)
5. Bizau (1116)
6. Buch (599)
7. Damüls (351)
8. Doren (1057)
9. Eichenberg (422)
10. Fußach (3932)
11. Gaißau (1898)
12. Hittisau (2094)
13. Höchst (8310)
14. Hohenweiler (1409)
15. Kennelbach (1842)
16. Krumbach (1094)
17. Langen bei Bregenz (1503)
18. Langenegg (1162)
19. Lingenau (1578)
20. Lochau (6530)
21. Mellau (1258)
22. Mittelberg (5127)
23. Möggers (550)
24. Reuthe (693)
25. Riefensberg (1068)
26. Schnepfau (486)
27. Schoppernau (946)
28. Schröcken (213)
29. Schwarzach (3898)
30. Schwarzenberg (1847)
31. Sibratsgfäll (458)
32. Sulzberg (1836)
33. Warth (184)